# الکساندرا هامکاوو
الکساندرا هامکاوو (لهستانی: Aleksandra Hamkało؛ زادهٔ ۱۹ اکتبر ۱۹۸۸) بازیگر اهل لهستان است.
از فیلم‌ها یا مجموعه‌های تلویزیونی که وی در آن‌ها نقش داشته است، می‌توان به نشانه، عشق بزرگ، کمیسر آلکس، اتاق خودکشی و پزشکان اشاره نمود.